# Poahat
Poahat, également appelée Bompoka, est une île de l'archipel des Nicobar dans le Golfe du Bengale faisant partie du groupe des îles du centre.

## Géographie
L'île mesure 4,6 km de longueur et 2,5 km de largeur maximales pour une superficie de 13,3 km2. Elle est située à 3,3 km de Teressa.